# Distretto di Çayıralan
Il distretto di Çayıralan (in turco Çayıralan ilçesi) è uno dei distretti della provincia di Yozgat, in Turchia.